# 羽島市役所
羽島市役所（はしましやくしょ）は、日本の地方公共団体である岐阜県羽島市の事務所（市役所）を置く敷地および庁舎である。

## 庁舎

### 本庁舎（現庁舎）
2021年（令和3年）11月1日、羽島市役所新庁舎が開庁した。

#### 概要
- 敷地面積 - 22,397.99m2[1]
- 延床面積 - 9,705.76m2[1]
- 構造 - 鉄骨造5階建て[1]

#### フロア
- 5階 - 機械室など[1]
- 4階 - 議場など[1]
- 3階 - 市長室、企画部、総務部など[1]
- 2階 - 農業委員会事務局、産業振興部、建設部など[1]
- 1階 - 市民部など[1]

### 本庁舎（旧庁舎）
市制5周年記念事業として、1959年（昭和34年）に竣工した建築物。庁舎機能の他、小公民館、市立図書館、消防用事務所、望楼などの機能が一つの建築に収められた複合建築で，各階へのアクセスを考慮し、主入口は2階にして市庁舎や議場と分離された市民文化部門への単独スロープが設けられた。

#### 受賞歴
- 第12回日本建築学会賞（1960年（昭和35年）・日本建築学会）[4]
- 日本のモダン・ムーブメント100選（2003年（平成15年）・DOCOMOMO Japan）[12]

#### 新庁舎建設基本構想・基本計画
1959年（昭和34年）竣工の本庁舎は、建築後半世紀以上が経過したが、計画的に時代の変化に対応しながらも、耐震補強、改修等がなされないまま至っていて、耐震基準を満たしていない。政府が発表した今後30年間の南海トラフにおける地震発生確率は高く、羽島市も南海トラフ地震防災対策推進地域に指定されていることから、防災拠点を担う本庁舎は、早急に耐震性能を確保する必要に迫られた。 建物の内外部双方の老朽化やユニバーサルデザインへの未対応、敷地内の本庁舎、中庁舎、保健センター、情報防災庁舎と別敷地の北庁舎、教育センターに事務が分散していることによる市民サービスへの影響など、様々な課題・問題が山積していた。そのため、耐震診断を実施したうえで、2016年（平成28年）10月に有識者による庁舎検討委員会を立ち上げ、検討の結果、現本庁舎を庁舎として使用せず、「現敷地内に新庁舎を建設することが最良」との答申が2017年（平成29年7月28日）に出された。羽島市は、答申の結果と2017年度（平成29年度）に実施したタウンミーティングや市民アンケート調査の結果を踏まえ、総合的に判断し、2017年（平成29年）11月に現敷地内で新庁舎を建設する方針を決定した。

#### 旧庁舎の用途廃止
2021年12月1日、旧本庁舎の来年度以降のあり方を検討する委員会が開かれ、市は旧本庁舎の耐震強度が一般公共建築物の基準を満たさないことから財産区分を「用途廃止」にしたことを報告した。耐震工事を行い国の文化財指定を受けるには7年ほどかかるとみられ、文化財に指定されても維持費の補助を受けられるかは分からないとしている。

#### 旧庁舎の解体
2024年6月17日から、旧本庁舎の解体工事が開始された。翌年6月頃までに完了し、跡地は仮設駐車場として暫定利用される。

### 北庁舎
1985年（昭和60年）に移転した羽島郵便局の旧局舎を，北庁舎として再活用した。

### 情報防災庁舎
災害時における市の応急活動と業務継続の拠点として、2015年（平成27年）に整備された。

## 交通アクセス
- 名鉄竹鼻線 羽島市役所前駅から徒歩で約10分[25]。

## 出張所
かつては市内9カ所に出張所が設置されていたが、2006年（平成18年）4月にに廃止。同年4月に北部証明書発行センター（羽島消防署北分署内）、南部証明書発行センター（羽島消防署南分署内）を設置したが、証明書コンビニ交付サービスの開始により2019年（平成31年）3月に廃止された。